# Austrodytes insularis
Austrodytes insularis är en skalbaggsart som först beskrevs av Hope 1842.  Austrodytes insularis ingår i släktet Austrodytes och familjen dykare. Inga underarter finns listade i Catalogue of Life.